# William Carrier
William Carrier (ur. 20 grudnia 1994 w LaSalle) – kanadyjski hokeista występujący na pozycji lewoskrzydłowego. Od sezonu 2017–2018 zawodnik Vegas Golden Knights z NHL.

## Kariera
William Carrier urodził się w LaSalle, a dorastał w Pierrefonds. W 2010 roku został wybrany z 61. numerem przez Cape Breton Screaming Eagles w czwartej rundzie draftu QMJHL. Był członkiem reprezentacji Kanady do lat 18, która zdobyła złoty medal na mistrzostwach świata do lat 18 w 2012 roku. Jako jeden z najbardziej obiecujących zawodników NHL Entry Draft 2013, Carrier trafił do St. Louis Blues, będąc wybranym z 57. numerem w drugiej rundzie. W sierpniu 2013 zawodnik podpisał swój pierwszy kontrakt w NHL (ang. entry-level contract) z Blues, obowiązujący przez trzy lata.
W styczniu 2014 na mocy porozumienia między Cape Breton Screaming Eagles a Drummondville Voltigeurs doszło do wymiany zawodników, po której Carrier został zawodnikiem drużyny z Drummondville. W lutym 2014 zawodnik był częścią transakcji między Blues a Buffalo Sabres z NHL, na mocy której Blues oddali kontrakt Carriera, wraz z zawodnikami Jaroslavem Halákiem, Chrisem Stewartem oraz wyborami w pierwszej i trzeciej rundzie NHL Entry Draft 2014, w zamian za Ryana Millera i Steve’a Otta. Carrier w rozgrywkach NHL zadebiutował 5 listopada 2016 w spotkaniu z Ottawa Senators, a pierwszą bramkę zdobył 19 listopada przeciwko Pittsburgh Penguins.
W czerwcu 2017 Carrier został oddany do Vegas Golden Knights podczas NHL Expansion Draft 2017. Na mocy kontraktu z drużyną z Las Vegas zawodnik zarobi 725 tys. dolarów za sezon przez dwa lata.

## Statystyki

### Sezon zasadniczy i play-off
| 2009–10   | Lac St-Louis Lions           | QMAAA     | 3  | 0  | 0  | 0  | 2  | –  | – | – | – | – |
| 2010–11   | Cape Breton Screaming Eagles | QMJHL     | 61 | 8  | 4  | 12 | 54 | 4  | 0 | 0 | 0 | 2 |
| 2011–12   | Cape Breton Screaming Eagles | QMJHL     | 66 | 27 | 43 | 70 | 65 | 4  | 3 | 3 | 6 | 4 |
| 2012–13   | Cape Breton Screaming Eagles | QMJHL     | 34 | 16 | 26 | 42 | 41 | –  | – | – | – | – |
| 2013–14   | Cape Breton Screaming Eagles | QMJHL     | 39 | 12 | 29 | 41 | 42 | –  | – | – | – | – |
| 2013–14   | Drummondville Voltigeurs     | QMJHL     | 27 | 10 | 14 | 24 | 45 | 4  | 1 | 3 | 4 | 6 |
| 2014–15   | Rochester Americans          | AHL       | 63 | 7  | 14 | 21 | 38 | –  | – | – | – | – |
| 2015–16   | Rochester Americans          | AHL       | 56 | 13 | 17 | 30 | 48 | –  | – | – | – | – |
| 2016–17   | Rochester Americans          | AHL       | 8  | 3  | 2  | 5  | 6  | –  | – | – | – | – |
| 2016–17   | Buffalo Sabres               | NHL       | 41 | 5  | 3  | 8  | 21 | –  | – | – | – | – |
| 2017–18   | Vegas Golden Knights         | NHL       | 37 | 1  | 2  | 3  | 19 | 10 | 0 | 0 | 0 | 8 |
| NHL razem | NHL razem                    | NHL razem | 78 | 6  | 5  | 11 | 40 | 10 | 0 | 0 | 0 | 8 |

### Międzynarodowe
| Rok              | Drużyna          | Turniej          | Wynik                   | M  | G | A | Pkt | Min |
| ---------------- | ---------------- | ---------------- | ----------------------- | -- | - | - | --- | --- |
| 2011             | Canada Quebec    | U-17             | 4                       | 6  | 2 | 3 | 5   | 10  |
| 2012             | Kanada           | MŚ U-18          | 3rd, bronze medalist(s) | 7  | 0 | 0 | 0   | 0   |
| Juniorskie razem | Juniorskie razem | Juniorskie razem | Juniorskie razem        | 13 | 2 | 3 | 5   | 10  |

## Nagrody i wyróżnienia
- Mistrzostwa świata do lat 18 w hokeju na lodzie mężczyzn 2012: brązowy medal[2]